# Зилант (гандбольный клуб)
«Зилант» — гандбольный клуб из города Казань.

## История
История рождения мужского гандбольного клуба «КАИ-Зилант» берет начало с 1993 года, когда на базе Казанского авиационного института был образован гандбольный клуб «АВиК». За семь лет выступления в высшем дивизионе России по гандболу команда дважды участвовала в Европейском кубке вызова. Постепенное сокращение бюджетного финансирования и отсутствие спонсоров привели к расформированию гандбольного клуба «КАИ-Зилант». В 2007 году мужской клуб был закрыт. В 2022 году, спустя 15 лет, возрождён под названием «Зилант».